# Gammarus annulatus
Gammarus annulatus is een vlokreeftensoort uit de familie van de Gammaridae. De wetenschappelijke naam van de soort is voor het eerst geldig gepubliceerd in 1873 door Smith.
G. annulatus wordt aangetroffen aan de oostkust van Noord Amerika.